# Антипа Пергамський
Антипа Пергамський (грец. Αντίπας, I століття) — учень Іоанна Богослова, єпископ Пергамської церкви. Шанується християнськими церквами як святий у лику священномучеників. Пам'ять в православній та католицькій церквах звершується 11 квітня. У четьях-минеях Димитрія Ростовського Антипа без номера згаданий у списку апостолів від сімдесяти.
Згідно з житієм, Антипа відмовився припинити свою проповідь про Христа і принести жертву язичницьким богам. Він був кинутий у храмі Артеміди в розпеченого мідного вола. Його тіло було таємно поховано місцевими християнами. У V столітті над його могилою було збудовано храм і його гробниця з мощами, які вважалися мироточивими, стала шануватися як місце зцілень (особливо вшановується як помічник при зубному болю, що відображено і в молитві йому). За свідченням Георгія Кедріна, при імператорі Феодосії Великому бик, в якому прийняв смерть Антипа, був перевезений до Константинополя.
Ім'я Антипи згадується в Одкровенні Івана Богослова:
|               | І ангелу Пергамської Церкви напиши: так говорить Той, Хто має гострий з обох боків меч: знаю твої діла, і що ти живеш там, де престіл сатани, і що зберігаєш ім’я Моє, і не зрікся віри Моєї навіть у ті дні, коли у вас, де живе сатана, був убитий вірний свідок Мій Антипа |
| — Об. 2:12-13 | |

У зв'язку з цим існують різні версії про дату його смерті, пов'язані з датуванням часу написання Апокаліпсису: одна традиція вважає, що мученицька смерть Антипи сталася близько 68 року (період правління імператорів Нерона і Веспасіана), інша повідомляє про 95 рік (правління Доміціана).
Антипа Пергамський вважається покровителем стоматологів.